# Wörde (Bergneustadt)
Wörde ist einer von 22 Ortsteilen der Stadt Bergneustadt im Oberbergischen Kreis im Regierungsbezirk Köln in Nordrhein-Westfalen, Deutschland.

## Lage und Beschreibung
Der Ort liegt in Luftlinie rund 5,45 Kilometer östlich von Bergneustadt. Der aus zwei Siedlungsflecken bestehende Ort wird häufig mit dem knapp vier Kilometer nordwestlich gelegenen und gleichnamigen Ortsteil der benachbarten Stadt Gummersbach verwechselt.

## Geschichte
1546 wurde der Ort das erste Mal urkundlich erwähnt. „Johan up dem Werde“ und drei weitere Einwohner sind in der Türkensteuerliste genannt. Die Schreibweise der Erstnennung war Werde.

## Busverbindung
Über die im Nachbarort Attenbach gelegene Bushaltestelle der Linie 313 der Oberbergischen Verkehrsgesellschaft ist Wörde an den öffentlichen Personennahverkehr angebunden.